# 喜多村宗則
喜多村 宗則（きたむら むねのり）は、江戸時代前期の弘前藩の家老。別名、津軽監物、津軽政広。

## 生涯
津軽信政に小姓として召し出され信頼篤く、延宝5年（1677年）、藩主の命により姓を「北村」から「喜多村」に改め、500石を与えられた。同年12月26日、藩主の師である山鹿素行の三女・鶴との婚姻が決まり、翌年の正月26日結婚した。
延宝6年（1678年）、300石の加増で800石となり、馬廻五番組頭となり、延宝9年（1681年）、藩主・信政より「政」の偏諱を貰い「宗則」から「政広」と改めた。同時に津軽姓も許され、津軽監物政広と名乗る。
天和2年（1682年）正月、江戸家老に任命されたが、6月に江戸にて25歳で病没した。
嫡男・政方は父の死から2か月後の8月に出生した。父が藩主の寵臣であったこともあり、減封の上で同年11月に家督相続が認められた。
妻の兄弟の政実は延宝9年（1681年）に弘前藩に1000石で仕官、津軽姓を許され津軽大学と名乗り、のち家老職。

## 著書
- 「戦略応変」
- 「家伝綱領要集」